# Euasteron carnarvon
Euasteron carnarvon là một loài nhện trong họ Zodariidae.
Loài này thuộc chi Euasteron. Euasteron carnarvon được Barbara C. Baehr miêu tả năm 2003.